# Långtjärnarna (Malungs socken, Dalarna)
Långtjärnarna är en sjö i Malung-Sälens kommun i Dalarna och ingår i Dalälvens huvudavrinningsområde. Sjön har en area på 0,161 kvadratkilometer och ligger 449,6 meter över havet. Sjön avvattnas av vattendraget Sångan (Tvärån). Vid provfiske har abborre och gädda fångats i sjön.

## Delavrinningsområde
Långtjärnarna ingår i det delavrinningsområde (672406-137131) som SMHI kallar för Utloppet av Byxången. Medelhöjden är 488 meter över havet och ytan är 11,89 kvadratkilometer. Det finns inga avrinningsområden uppströms utan avrinningsområdet är högsta punkten. Sångan (Tvärån) som avvattnar avrinningsområdet har biflödesordning 4, vilket innebär att vattnet flödar genom totalt 4 vattendrag innan det når havet efter 414 kilometer. Avrinningsområdet består mestadels av skog (70 procent) och sankmarker (19 procent). Avrinningsområdet har 0,83 kvadratkilometer vattenytor vilket ger det en sjöprocent på 7 procent.